# Fiha schminkei
Fiha schminkei is een vlokreeftensoort uit de familie van de Melitidae. De wetenschappelijke naam van de soort is voor het eerst geldig gepubliceerd in 1988 door Stock.